# Poison (ALI PROJECTのアルバム)
『Poison』（プワゾン）は、宝野アリカと片倉三起也による日本の音楽ユニット・ALI PROJECTの通算11枚目のオリジナルアルバム。2009年8月26日に徳間ジャパンコミュニケーションズから発売された。なお当項目では、ALI PROJECTの2009年におけるライブツアー『Poison 〜毒を食らわば皿まで〜』についても扱う。

## 概要
オリジナルアルバムとしては『禁書』から約1年ぶりの発売。『禁書』『Psychedelic Insanity』『Dilettante』と同様に10曲収録され、最終トラックがインストゥルメンタルとなる。浪漫主義的白アリから目眩しく疾走感の黒アリまで、枠に嵌らない様々な音楽形態、独特のヴィジュ アルパフォーマンスで、聴く者観る者を異世界へと引きずり込む。アルバム・コンセプトは危険で妖艶、美しくロマンティックな音楽毒。

### キャッチコピー
さあ　言葉に毒を盛ろう　ひとおもいに　その世界を殺してあげる　君の代わりに

## 収録曲
1. Poisoner [4:39]
  - ポイズナーと読み、「毒殺者」などの意味がある。フランス語などに良い言葉がなかったので英語を用いた。
2. 処女懐胎、あるいは白骨塔より少女達は飛翔する [4:53]
  - エレクトリックギターに「純文学的」歌詞を重ねる。
  - イントロ、間奏にカロル・シマノフスキの『弦楽四重奏曲第1番 第3楽章』が引用されている。また、同作曲家の『弦楽四重奏曲第2番 第2楽章』もイントロに引用されている。
  - アウトロにバーナード・ハーマンの『弦楽四重奏のための「エコー」』が引用されている。
  - イントロ、AメロにSAMPLE MAGICのサンプル音源『BREAKBUSTERS』より「breaks_bassloop_135_boldbass_A[3]」が利用されている。その他、Aメロに「breaks_scratch_125_sexyvoxstab[4]」「breaks_synthloop_135_elvospritelee[5]」が、サビ前に「breaks_drloop_130_noisychops」[6]が利用されている。
  - イントロにヴィトルト・ルトスワフスキの『交響曲第1番 第4楽章』が引用されている。
  - 間奏にジェファーソン・フリードマンの『弦楽四重奏曲第2番』より第1楽章、第2楽章が引用されている。また、サビに第2楽章が引用されている。
  - 間奏にジョン・コリリアーノの『黒い11月の七面鳥』が引用されている。
  - ジェファーソン・フリードマン、ジョン・コリリアーノの引用楽曲はすべて「コリリアーノ：弦楽四重奏曲第1番、第2番／ブラック・ノーヴェンバー・ターキー（コリリアーノ四重奏団）」というアルバムに収録されている。
3. お毒見LADY [4:53]
  - 「テクノポップ」風の楽曲。
  - イントロ、2番~3番の間奏にBIG FISH AUDIOのサンプル音源『SYMPHONIC MANOEUVRES』より「One Chance[7]」が利用されている。
4. 阿芙蓉寝台 [4:28]
  - 「あへんしんだい」と読む。宝野曰く「スプラッター」の歌詞らしい。
5. 極色一代女 [4:35]
  - いわゆるスカビートである。ALI PROJECTの楽曲には珍しく、生のジャズバンドが演奏している。
  - EGO-WRAPPIN'の『くちばしにチェリー』との類似が指摘されている。
6. Animals on the Earth [4:48]
  - 片倉は「大和ソング」路線で作曲したという。もしも大和ソングならばＭ１にする予定だったとのこと。
  - サビにロベルト・シューマンの『ダヴィッド同盟舞曲集 第11曲 Senplice ニ長調 E』が引用されている。
7. 上海繚乱ロマンチカ [4:38]
  - 『Poison』で最初に完成した楽曲。「毒と美」をテーマに中国風に仕上げている。
  - Aメロ、Cメロにラルフ・エヴァンズの『弦楽四重奏曲第1番 第1楽章』が引用されている。
  - サビにジョージ・アンタイルの『弦楽四重奏曲第3番 第1楽章』『弦楽四重奏曲第3番 第3楽章』が引用されている。
  - イントロ、1番~2番の間奏にフィリップ・グラスの『弦楽四重奏曲第2番 カンパニー 第3楽章』が引用されている。また、2番~3番の間奏に同楽曲より第4楽章が引用されている。
  - 上記引用楽曲はすべて「4つのアメリカの弦楽四重奏曲」というアルバムに収録されている。
  - イントロにジェファーソン・フリードマンの『弦楽四重奏曲 第2番』より第1楽章が引用されている。
  - イントロにジョン・コリリアーノの『弦楽四重奏曲 第1番』より第4楽章が引用されている。
  - 処女懐胎、あるいは白骨塔より少女達は飛翔する同様、ジェファーソン・フリードマン、ジョン・コリリアーノの引用楽曲はすべて「コリリアーノ：弦楽四重奏曲第1番、第2番／ブラック・ノーヴェンバー・ターキー（コリリアーノ四重奏団）」というアルバムに収録されている。
8. 世紀末ゲネシス [4:46]
  - 宝野の「合唱の入った曲を」との要望により作曲。
  - AメロにBIG FISH AUDIOのサンプル音源『HIP HOP EXOTICA 2』より「02」「32」が利用されている。
9. この國の向こうに [4:58]
  - ストリングスを駆使したバラード曲。
10. discipline ［instrumental］ [3:45]
  - 『この國の向こうに』のインストゥルメンタル。チェンバロは生音である。

## 参加ミュージシャン
- 作詞：宝野アリカ
- 作曲：片倉三起也
- 編曲：片倉三起也(M1，M2，M3，M4，M6，M7，M8)、平野義久(M9，M10)、斉藤聡(M5)
- ストリングスアレンジ：渡辺剛(M1，M3，M4，M6)
- コーラスアレンジ：平野義久(M4，M8)

- Strings：渡辺剛ストリングス[M3, M4, M5, M6]、RUSH by 加藤高志[M9, M10]
- Cembalo：Masako Hosoda(細田真子)[M10(instrumental)]
- Chorus：Tokyo Philharmonic Chorus[M3, M8]
- Drum：Soul Toul(そうる透)[M7]
- Wood Bass：Shigeru Matsumoto(松本茂)[M7]
- Guitar：Hiroki Ito(伊藤浩紀)[M7]
- Trumpet：Eric Miyashiro[M7]
- Trombone：Eijiro Nakagawa(中川英二郎)[M7]
- T.Sax：Akio Miyazaki(宮崎明生)[M7]
- B.Sax：Robert Zung[M7]
- Flute：Masami Nakagawa(中川昌三)[M7]

## クレジット
| Performed by ALI PROJECT | Performed by ALI PROJECT                                                        |
| ------------------------ | ------------------------------------------------------------------------------- |
| Engineered by            | Jiro Takita                                                                     |
| Mastering Engineered by  | YOICHI AIKAWA(相川洋一)（Rolling Sound）                                        |
| music coodination        | Emari Mamiya(間宮えまり)（Genuine）                                             |
| recorded & mixed at      | FLAMINGO SOUND                                                                  |
| recorded & mixed at      | studio GREENBIRD                                                                |
| recorded & mixed at      | SOUND INN STUDIO                                                                |
| recorded & mixed at      | Zazou Music Shed                                                                |
| Art Direction & Design   | Maiko Yoshino(吉野磨衣子)                                                       |
| Photography              | Hironobu Onodera(小野寺廣信)                                                    |
| Photography Assistant    | Yu Nemoto(根本由)                                                               |
| Hair & Make-up           | Fusae Tachibana(橘房図)                                                         |
| Hair & Make-up Assistant | Komaki                                                                          |
| Stylist                  | Miki Aizawa(相澤樹)                                                             |
| Stylist Assistant        | Zucchan                                                                         |
| Men's Model              | J'zK（茶漬け）                                                                  |
| location                 | ROBBIN'S CLUB                                                                   |
| Artist Management        | Boris Vian Inc.                                                                 |
| A&R                      | Tomoko Okada(岡田知子)（Tokuma Japan Communications）                           |
| Sales Promotion          | Hideo Tanaka(田中英雄)（Tokuma Japan Communications）                           |
| Special Thanks to        | Makoto Sugimoto(杉本真)、Makoto Okuda(奥田誠)、Naho Ohyama（Backstage Project） |
| Special Thanks to        | Yukyoukai(勇侠会) / Cherry / Abechan                                            |

## ライブツアー

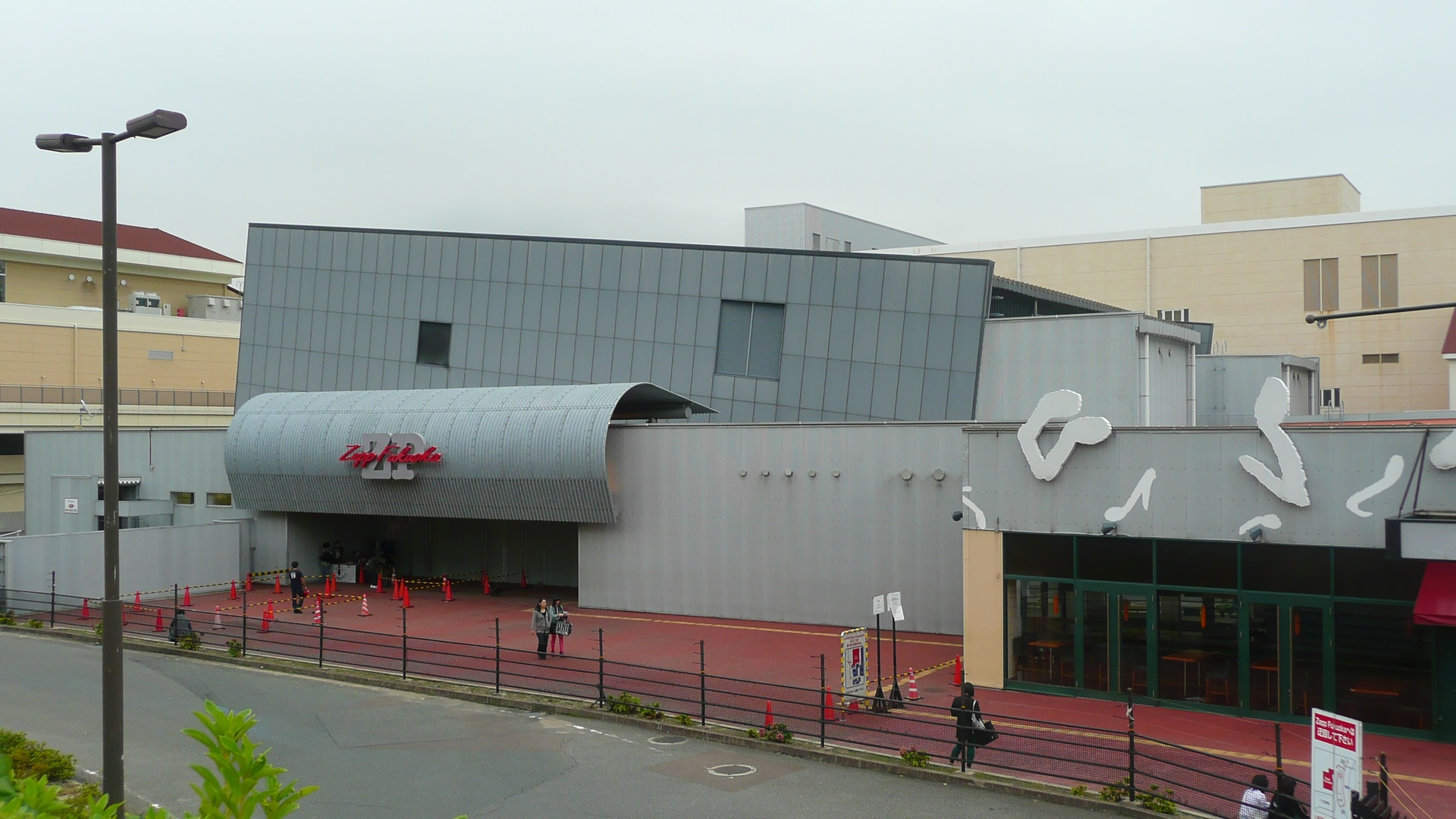
福岡会場・Zepp Fukuoka

ALI PROJECTの2009年のツアー『Poison 〜毒を食らわば皿まで〜』は、2009年9月下旬から10月上旬にかけて日本国内の4か所で開催された。2008年の「禁書発禁」ツアーと同様に、パンフレットには『Poison』の解説が掲載されている。
リストは日時、地名、会場の順。
- 2009年9月23日 - なんばHatch
- 2009年9月24日 - Zepp Nagoya
- 2009年9月29日 - Zepp Fukuoka
- 2009年10月4日 - パシフィコ横浜

ツアーには渡辺剛、杉野裕（ヴァイオリン）、Olive、INGA、Cyantama、Ringo（ダンサー）が参加した。